# كأس إنترتوتو 1976
كأس إنترتوتو 1976 هو الموسم 16 من كأس إنترتوتو. فاز فيه ويدزي لودز.